# Basilio Apocauco
Basilio Apocauco in greco Βασίλειος Ἀπόκαυκος/Ἀπόκαυχος?, Basíleios Apókaukos/Apókauchos (Peloponneso, ... – ...; fl. XI secolo) è stato un governatore bizantino del Peloponneso a cavallo dell'XI secolo.

## Biografia
Basilio è citato soprattutto nell'agiografia di San Nicone Metanoita. Probabilmente proveniva dal Peloponneso ed è il primo membro di cui si ha notizia della famiglia Apocauco, la maggior parte dei cui membri fu impegnata nei secoli successivi. È tuttavia possibile, sulla base dei commenti aggiunti dal vescovo Michele di Deabolis alla Storia di Giovanni Scilitze, che egli fosse in realtà un membro della famiglia Apocapa e che le due famiglie fossero una sola.
Secondo l'agiografia di San Nicone, nel 996 era praetor (governatore civile subordinato allo stratego del thema) del Peloponnesos a Corinto, quando fu chiamato ad assumere la guardia dell'Istmo di Corinto e a impedire allo zar bulgaro Samuele, che aveva invaso la Grecia, di entrare nel Peloponneso. Basilio sarebbe stato colto da una grande angoscia a questa prospettiva e avrebbe mandato a chiamare Nicone, che lo avrebbe "guarito" con successo. Qualche tempo dopo la morte di Nicone, nel 1000, Basilio era stato promosso a stratego egli stesso, evidentemente del Peloponneso, e aveva visitato la sua tomba, dove aveva pregato. Due dei suoi figli, Gregorio e uno sconosciuto, furono catturati in un luogo imprecisato dai Bulgari e furono liberati solo nel 1014 dall'imperatore Basilio II.